# Scholengemeenschap voor Katholiek Secundair Onderwijs Vilvoorde
De Scholengemeenschap voor katholiek secundair onderwijs Vilvoorde is een scholengemeenschap van de drie Vilvoordse katholieke scholen voor secundair onderwijs (Bisdom Mechelen-Brussel, Provincie Vlaams-Brabant):
- Het College Vilvoorde
- Virgo Plus
- TechnOV